# Pohlmann
Pohlmann ist ein deutscher Familienname.

## Familien
- Pohlmann (Adelsgeschlecht), deutschbaltisch-schwedisch-russisches Adelsgeschlecht

## Namensträger
- Adolf Pohlmann (Mediziner) (1847–1929), deutscher Psychiater
- Adolf Pohlmann (Pädagoge) (1875–1956), deutscher Lehrer
- Alexander Pohlmann (1865–1952), deutscher Politiker (Fortschrittliche Volkspartei, DDP)
- Alfred Pohlmann (1848–1927), deutscher evangelischer Geistlicher und Schriftsteller
- Andreas Pohlmann (Künstler) (* 1959), deutscher Künstler, Kunstwissenschaftler und Fotograf
- Andreas Pohlmann (Fotograf) (* 1962), deutscher Fotograf
- Anton Pohlmann (Priester) (1829–1891), deutscher Theologe und Politiker, MdR
- Anton Pohlmann (Unternehmer) (* 1939), deutscher Unternehmer
- Anthony Pohlmann (Anton Pohlmann), deutscher Soldat der Armeen der British East India Company und der Sindia
- Barbara Lewe-Pohlmann (* 1956), deutsche Kanutin, siehe Barbara Norton
- Beppo Pohlmann (* 1951), deutscher Liedermacher, Texter und Komponist
- Bruno Pohlmann (1884–1958), deutscher Physiker
- Carola Pohlmann (* 1960), deutsche Germanistin
- Christian Franz-Pohlmann (* 1980), deutscher Fußballtrainer
- Corinna Pohlmann (* 1989), deutsche Theater- und Filmschauspielerin
- Dagmar Pohlmann (* 1972), deutsche Fußballspielerin
- Dirk Pohlmann (* 1959), deutscher Journalist und Produzent von Film-Dokumentationen
- Eberhard Pohlmann (1931–2022), deutscher Jurist und Politiker (CDU), MdB
- Emilie Pohlmann (1800–1875), deutsche Opernsängerin (Sopran)
- Eric Pohlmann (1913–1979), österreichisch-britischer Schauspieler
- Franziska Pohlmann (* 1985), deutsche Regisseurin, Filmproduzentin, Drehbuchautorin und Komponistin
- Friedrich Pohlmann (* 1950), deutscher Soziologe
- Georg Pohlmann (General) (1861–1946), deutscher Generalleutnant
- Georg Pohlmann (Rennfahrer), deutscher Motorradrennfahrer
- Gisela Pohlmann (* 1926), deutsche Germanistin, siehe Gisela Kleine
- Hans Pohlmann (1892–1974), deutscher Theologe und Konsistorialrat
- Hans Pohlmann (Jurist) (?–1983), deutscher Jurist und Fachautor
- Harald Pohlmann (* 1955), deutscher Politiker (CDU)
- Hartwig Pohlmann (1898–1989), deutscher Oberst, Ia beim „Unternehmen Weserübung“
- Heiko Pohlmann (* 2002), südafrikanischer Rugbyspieler
- Heinrich Pohlmann (1839–1917), deutscher Bildhauer
- Henrich Philipp Pohlmann (1758–1836), deutscher Kaufmann und Politiker
- Hermann Pohlmann (1894–1991), deutscher Pilot und Flugzeugkonstrukteur
- Ingo Pohlmann (Pohlmann.; * 1972), deutscher Sänger
- Jan-Wilhelm Pohlmann (* 1986), deutscher Politiker (CDU), MdL
- Johannes Pohlmann (1901–1975), deutscher Politiker (Zentrum, CDU)
- Jonas Pohlmann (* 1996), deutscher Politiker (CDU)
- Jürgen Pohlmann (* 1953), deutscher Politiker (SPD)
- Jutta Pohlmann (* 1968), deutsche Kamerafrau
- Karl-Friedrich Pohlmann (1941–2023), deutscher Theologe und Hochschullehrer
- Kerstin Pohlmann (* 1972), deutsche Fußballspielerin
- Klaus Pohlmann (Politikwissenschaftler) (* 1937), deutscher Politikwissenschaftler und Journalist
- Klaus Pohlmann (Historiker) (1939–2015), deutscher Historiker
- Klaus Pohlmann (Journalist), deutscher Journalist
- Kris Pohlmann (* 1977), britisch-deutscher Bluesrock-Musiker
- Lutz Pohlmann (* 1961), deutscher Fußballschiedsrichter
- Manfred Pohlmann (* 1955), deutscher Liedermacher
- Markus Pohlmann (* 1961), deutscher Soziologe
- Norbert Pohlmann (* 1960), deutscher Informatiker und Hochschullehrer
- Ole Pohlmann (* 2001), deutscher Fußballspieler
- Petra Pohlmann (* 1961), deutsche Juristin und Hochschullehrerin
- Reinhold Pohlmann, deutscher Landrat des Kreises Rees und Oberregierungsrat
- Theodor Pohlmann (1830–1888), preußischer Generalmajor
- Tom Pohlmann (* 1962), deutscher Schriftsteller
- Wilhelm Pohlmann (genannt oft Willi Pohlmann; 1928–2000), deutscher Politiker (SPD), Oberbürgermeister von Herne
- Wilhelm Pohlmann (1884–1954), deutscher Politiker (Wählergemeinschaft der Fliegergeschädigten) und MdBB